# Microcaecilia supernumeraria
Microcaecilia supernumeraria är en groddjursart som beskrevs av Taylor 1969. Microcaecilia supernumeraria ingår i släktet Microcaecilia och familjen Caeciliidae. IUCN kategoriserar arten globalt som otillräckligt studerad. Inga underarter finns listade i Catalogue of Life.